# Monitor Polski
Monitor Polski, полное название Dziennik Urzędowy Rzeczypospolitej Polskiej «Monitor Polski», аббревиатура M.P. — печатное издание, издаваемое в Польше кабинетом министров и публикующее правовые акты, принятые советом министров. В отличие от издания «Dziennik Ustaw», публикующего нормативные акты, обязательные для юридических и физических лиц, «Monitor Polski» публикует только нормативные акты, обязательные к исполнению органами государственной власти.
Решение об учреждении издания было принято 3 января 1918 года декретом Регентского совета Королевства Польского. Первый номер вышел 6 февраля 1918 года. 20 июня 2000 года был издан закон, устанавливающий обязанность публиковать на страницах издания правые акты Польской Республики.
До конца 2012 года издалось приложение «Monitor Polski В», на страницах которого публиковались финансовые отчёты государственных органов.
«Monitor Polski» публикует:
- Постановления президента Польши, выпущенные в соответствии с законами;
- Постановления кабинета министров и распоряжения премьер-министра, выпущенные в соответствии с законом;
- Решения Конституционного суда, касающиеся нормативных актов, опубликованных в издании «Monitor Polski»;
- Решения Сейма и Сената, касающиеся назначений и увольнений на государственные должности;
- Официальные акты президента Польши, которые касаются:
  - созыва первого заседания вновь избранных Сейма и Сената;
  - отставки президента Польской Республики;
  - выдвижения и назначения премьер-министра и членов кабинета министров;
  - принятия отставки кабинета министров и назначения временных исполняющих обязанности министров;
  - внесения изменения в состав кабинета министров по просьбе премьер-министра;
  - отстранение от должности министра, получившего вотум недоверия от Сейма;
  - назначения и освобождения от должности государственных чиновников;
  - назначения судей;
  - присваивания научного звания;
  - присваивания звания генерала либо назначения на эквивалентную должность;
  - назначения на должность Управляющего делами президента Польши.